# نواة (ميزان)
النَّواة في الأصل عَجَمة الثمرة (حَبُّه وبِزرُه) (الجمع: نَوَيات ونَوًى ونُوِيّ) وهي اسم لوزن عربي يَزِنُ خمسةَ دراهمَ.
النواة عند الحنفية 15.6 غرام.
وعند الجُمهور 14.875 غرام والاختلاف في تقدير الدرهم.
وقال أحمد بن حنبل: «وَزْنُ نَوَاةٍ مِنْ ذَهَبٍ: وَزْنُ ثَلَاثَةِ دَرَاهِمَ وَثُلُثٍ»،
وقال إسحاق بن حنبل: «هُوَ وَزْنُ خَمْسَةِ دَرَاهِمَ وَثُلُثٍ».
وفي حديث: أن النبي محمد رأى على عبد الرحمن بن عوف أثر صفرة، قال: ما هذا؟ قال: إني تزوجت امرأة على وزن نواة من ذهب (وفي حديثٍ آخر: كم سقت إليها؟ قال: نواة من ذهب)، قال: بارك الله لك، أولم ولو بشاة.
سُميت «نواة» كما تُسمى: الأربعون «أوقية»، و العشرون «نشا».